# Слађана Зрнић
Слађана Зрнић (Бања Лука, 22. фебруар 1974) српска је глумица. Завршила је Академију умјетности у Бањој Луци 2003. (Одсјек за глуму) и Интердисциплинарне специјалистичке студије из области америчког мјузикла на Универзитету уметности у Београду 2004. године. Члан је Народног позоришта Републике Српске од 2003. године. Најзначајније улоге које је одиграла на матичној сцени су: Надежда (Биљана Србљановић, Породичне приче), Катрин (Бертолд Брехт, Мајка Храброст), Дара (Бранислав Нушић, Госпођа министарка), Јулија (Аугуст Стриндберг, Госпођица Јулија), Сара (Горан Стефановски, Дивље месо), Гина (Б. Нушић и Никола Пејаковић, Ожалошћена породица), Ружа (Душан Ковачевић, Урнебесна трагедија), Лепа Пекарка (Д. Ковачевић, Сабирни центар), Мара Миш - Мајкача (Иво Брешан, Представа Хамлета у селу Мрдуша Доња). Била је ангажована у представама Градског позоришта "Јазавац" у Бањој Луци. Бави се педагошким радом са младим људима са којима је реализовала бројне представе, за које је и награђивана. Телевизијској публици позната је као Снешка из дјечјег ТВ серијала Шарени буквар. Члан је џез квартета "ComЬine Quartet", у ком наступа као вокални извођач.

## Улоге
| Год.       | Назив                          | Улога             |
| ---------- | ------------------------------ | ----------------- |
| 2021.      | Адвокадо                       | касирка           |
| 2020.      | Хотел Балкан                   | Љиљана            |
| 2017.      | Сенке над Балканом             | сељанка Маца      |
| 2013.      | Криза                          |                   |
| 2013.      | Замало живот                   | Јованка           |
| 2013.      | Луд, збуњен, нормалан          | Стојанка          |
| 2011−2012. | Фолиранти                      | Драгана           |
| 2009.      | Два смо свијета различита      | Данијела          |
| 2008.      | Печат                          | Нина              |
| 2008.      | То топло љето                  | Софија            |
| 2008.      | Вратиће се роде                | Радница у трафици |
| 2005.      | Праоница                       |                   |
| 2005.      | Хероји за један дан            | Каћа              |
| 2004.      | Нека се овај филм зове по мени | Уна               |
| 2004.      | Поштар и принцеза              |                   |
| 2003.      | Рецке                          |                   |
| 2003.      | Срећка                         | Водитељка         |
| 2002.      | Газдарица                      |                   |
| 2002.      | Акција тигар                   |                   |
| 2001.      | Знак                           |                   |
| 2000.      | Мефисто                        |                   |
| 1999.      | Жене, људи и остало            |                   |
| 1999.      | Мејдан Симеуна Ђака            |                   |